# Bill of Rights (1689)
Bill of Rights 1689 (Listina práv) je anglický právní dokument vydaný parlamentem, zabývá se ústavními záležitostmi a stanovuje některá základní občanská práva.

## Historie
Vydání tohoto dokumentu bylo reakcí na pokus Jakuba II. Stuarta, který nastoupil na anglický trůn 16. 2. 1685, omezit v zemi protestantismus a posílit katolickou víru. Jakub dokonce tajně konvertoval ke katolické víře, což v protestantské Anglii vedlo až k politické krizi. V březnu roku 1679 požádal Karel II. (korunován 23. 4. 1661) Jakuba II. aby opustil zemi. O měsíc později byl parlamentní opozicí schválen zákon o zbavení nástupnických práv Jakuba II. tzv. Exclusion Bill. Tento stav, označovaný jako vylučovací krize trval do roku 1681 a byl ukončen rozpuštěním parlamentu. Tím zůstala nástupnická práva Jakuba II. neporušena a zdálo se, že krize skončila Jakubovým vítězstvím. V květnu 1688 vydal Jakub II. Deklaraci o náboženské shovívavosti, kterou anglikánská církev prohlásila za nezákonnou. Jakubova opozice se obrátila na nizozemského místodržícího Viléma III. Oranžského, Jakubova synovce, s žádostí o intervenci. Vilém se vylodil v zátoce Torbay a táhl na Londýn. 18. prosince 1688 opustil Jakub II. své sídlo a o týden později přistál ve Francii. V lednu 1689 parlament vydal deklaraci, v níž vyhodnotil Jakubův útěk jako abdikaci. Definitivní konec snah o opětovné získání anglického trůnu učinila jeho porážka v bitvě na řece Boyne v červenci 1690. 

## Bill of Rights
Zákon byl podepsaný roku 1689 anglickým králem Vilémem III. Oranžským a jeho manželkou Marií II. Stuartovnou, královnou Anglie, Skotska a Irska. Dokument byl podepsán dne 16. prosince 1689 a je přepracováním zákonné formy Deklarace práv předložené parlamentem Vilému III. a Marii II. v únoru 1689. Deklarace práv je dokument popisující podrobněji nespravedlnosti spáchané anglickým králem Jakubem II. a specifikuje práva, na která by měli mít nárok všichni občané Anglie a která by měli všichni angličtí monarchové dodržovat. Anglický parlament četl tento dokument nahlas Vilémovi a Marii (dceři nepřítomného Jakuba II.) dne 6. února 1689, kdy jim byla formálně nabídnuta společná vláda. Deklarace byla taktickým kompromisem mezi stranami Whigů, kteří podporovali konstituční monarchii, a Toryů, kteří obhajovali ústavní monarchismus a absolutismus. Ve Spojeném království je Listina práv podepřena dokumentem Magna Charta, zákonem Habeas Corpus 1679 a zákony parlamentu z roku 1911 a 1949. Jsou to jedny ze základních dokumentů nekodifikované britské ústavy. Samostatný, ale podobný dokument platí ve Skotsku. Listina práv 1689 byla jednou z inspirací pro základy amerického právního řádu. Vedle zákona o urovnání z roku 1701 je Bill of Rights 1689 stále platný ve všech státech Commonwealthu.